# Miravalles
Miravalles (em castelhano) ou Ugao-Miraballes ou Ugao (em basco) é um município da Espanha na província da Biscaia, comunidade autónoma do País Basco. Faz parte da comarca de Arratia-Nervión e tem 4,54 km² de área.[carece de fontes?] Em 2021 tinha 4 114 habitantes (densidade: 906,2 hab./km²).